# تقليل العينات
تقليل العينات أو اختزالها في معالجة الإشارات الرقمية هي مصطلحات مرتبطة بعملية إعادة التشكيل في نظام معالجة الإشارات الرقمية متعدد المعدلات. عندما تُنفذ العملية على سلسلة من عينات الإشارة أو دالة مستمرة، فإنها تنتج تقريبًا للتسلسل الذي كان يمكن الحصول عليه عن طريق أخذ عينات من الإشارة بمعدل أقل (أو كثافة كما في حالة الصورة الضوئية).